# Epimadiza gallicola
Epimadiza gallicola är en tvåvingeart som beskrevs av Seguy 1933. Epimadiza gallicola ingår i släktet Epimadiza och familjen fritflugor. Inga underarter finns listade i Catalogue of Life.